# Мар'янівка (Теофіпольська селищна громада)
Мар'я́нівка — село в Україні,  у Теофіпольській селищній громаді Хмельницького району Хмельницької області. Населення становить 339 осіб. До 2020 орган місцевого самоврядування — Святецька сільська рада.

## Населення

### Мова
Розподіл населення за рідною мовою за даними перепису 2001 року:
| Мова       | Кількість | Відсоток |
| ---------- | --------- | -------- |
| українська | 339       | 100%     |

## Історія
Село забудовувалося у трьох місцях, і таким чином винекли хутори, що називалися відповідно Мар’янівка Перша, Друга і Третя.
До  Мар’янівки Першої віднесено село Кривчики, в якому в 1939 році проживало 246 чоловік і Мар’янівку Третю, в якій було того ж року 150 жителів. 
Мар’янівку Другу віднесено до села Воронівці і її назву знято з обліку. Вона згадується в архівних документах 1583 року під назвою Волиця, Волиця Вороновецька, а пізніше її стали називати Мар’янівкою. Мар’янівка Перша і Друга (Волиця) належали князям Збаразьким.
7 (20) листопада 1917 року, відповідно до.Третього Універсалу Української Центральної Ради, увійшло до складу Української Народної Республіки.
12 червня 2020 року, відповідно до розпорядження Кабінету Міністрів України № 727-р «Про визначення адміністративних центрів та затвердження територій територіальних громад Хмельницької області», увійшло до складу Теофіпольської селищної громади.
19 липня 2020 року, в результаті адміністративно-територіальної реформи та ліквідації Теофіпольського району, село увійшло до складу Хмельницького району.

## Відомі люди
- Троян Марія Семенівна — депутат Верховної Ради УРСР 11-го скликання.
- Ментух Микола Васильович (29 травня 1973 - 01 квітня 2023 м. Бахмут—український військовослужбовець, учасник російсько-української війни. Кавалер ордену "За мужність" ІІІ ступеня (посмертно)[6][7].